# Pseudobarbus phlegethon
Pseudobarbus phlegethon es una especie de peces de la familia de los Cyprinidae en el orden de los Cypriniformes.

## Morfología
Los machos pueden llegar alcanzar los 7,1 cm de longitud total.

## Hábitat
Es un pez de agua dulce.

## Distribución geográfica
Se encuentra en afluentes del río Olifants (Sudáfrica).